# Martin Dossmann
Martin Dossmann (* 17. Juni 1954 in Iserlohn) ist ein deutscher Architekt und Jurist im Bauwesen.

## Leben
Martin Dossmann ist ein  Sohn des Iserlohner Architekten Ernst Dossmann und ein Enkel des Architekten Alwin Dossmann.
Nach dem Abitur am Märkischen Gymnasium Iserlohn studierte er Architektur. Er schloss das Studium 1975 mit dem akademischen Grad Diplom-Ingenieur ab. Anschließend studierte er an der Rheinischen Friedrich-Wilhelms-Universität, der Ludwig-Maximilians-Universität München und der Albert-Ludwigs-Universität Freiburg Rechtswissenschaft. 1980 bestand er das Erste Staatsexamen. Nach dem Zweiten Staatsexamen wurde er 1985 mit einer Dissertation bei Friedrich Eberhard Schnapp an der Westfälischen Wilhelms-Universität Münster zum Dr. iur. promoviert. Nach anwaltlicher Tätigkeit in Hannover wurde Dossmann Leiter der Rechtsabteilung beim Hauptverband der Deutschen Bauindustrie in Bonn. Von 1988 bis 1996 war er Geschäftsführer der Verbände der keramischen Fliesenindustrie in Frankfurt am Main. Von 1996 bis 2015 war er Hauptgeschäftsführer des Landesverbandes Bauindustrie Rheinland-Pfalz. Ab 2004 lehrte er 22 Semester Privates Baurecht an der Hochschule Mainz. 2009 wurde er zum Honorarprofessor ernannt. Von 2016 bis 2021 war er Hauptgeschäftsführer der Bauwirtschaft Rheinland-Pfalz. Er saß im Beirat der VHV Gruppe und der SOKA-BAU. Von 1999 bis 2024 war er ehrenamtlicher Beisitzer der Vergabekammer Rheinland-Pfalz.

## Corpsstudent
Dossmann wurde 1975 im Corps Guestphalia Bonn und 1976 im Corps Isaria recipiert. Das Corps Rhenania Freiburg machte ihn 1980 zum Corpsschleifenträger und verlieh ihm 2015 das Band. Von 2012 bis 2018 war Dossmann Vorsitzender der Bildungsstiftung Rhenania Freiburg und stellvertretender Vorsitzender des Vereins Alter Freiburger Rhenanen. 2019 war er Vorsitzender des AHSC zu Mainz. 2022 wurde er in den sechsköpfigen Gesamtausschuss des VAC gewählt. Seit 25. Mai 2023 ist er 1. Vorsitzender des Vereins für corpsstudentische Geschichtsforschung.

## Schriften  zur Studentengeschichte
- Freiburgs Schönheit lacht uns wieder … – Die Studentenverbindungen in Freiburg im Breisgau. WJK-Verlag, Hilden 2017, ISBN 978-3-944052-99-1.
- Der SC zu Freiburg – (I) Übersicht und Bibliographie. In: Einst und Jetzt, Bd. 62 (2017), S. 95–108, ISBN 978-3-87707-109-0.
- Der SC zu Freiburg – (II) Die Geschichte des Senioren-Convents zu Freiburg und seiner Corps. In: Einst und Jetzt, Bd. 63 (2018), S. 327–382, ISBN 978-3-87707-134-2.
- Freiburg und das Hambacher Fest. In: Jahrbuch der Hambach-Gesellschaft, Bd. 25 (2018), ISBN 978-3-515-12392-1, S. 45–53.
- Der Blaue Kreis im Kösener Senioren-Convents-Verband. In: Einst und Jetzt, Bd. 65 (2020), ISBN 978-3-87707-182-3, S. 259–282.
- Mit den Farben Grün-Weiß-Schwarz. Zur Geschichte des Westphalenkartells. In: Einst und Jetzt, Bd. 66 (2021), ISBN 978-3-87707-208-0, S. 73–88.
- Das Bonner Corpsleben in der Besatzungszeit 1918–1926. In: Einst und Jetzt, Bd. 69 (2024), ISBN 978-3-87707-318-6, S. 199–214.
- Philipp Zorn: Corpsstudent, Geheimer Justizrat und Universitätsrektor. In: Einst und Jetzt, Bd. 70 (2025), ISBN 978-3-87707-336-0, S. 365–368.